# Щасливська сільська рада (Олександрійський район)
| Щасливська сільська рада — колишній орган місцевого самоврядування у Олександрійському районі Кіровоградської області з адміністративним центром у с. Щасливе. Сільській раді підпорядковані населені пункти: - с. Щасливе |

## Склад ради
Рада складається з 12 депутатів та голови.

### Керівний склад ради
| ПІБ                       | Основні відомості                                                                      | Дата обрання | Дата звільнення |
| ------------------------- | -------------------------------------------------------------------------------------- | ------------ | --------------- |
| Кіцелюк Тетяна Миколаївна | Сільський голова, 1967 року народження, освіта, Всеукраїнське об'єднання 'Батьківщина' | 26.03.2006   | 31.10.2010      |
| Кіцелюк Тетяна Миколаївна | Сільський голова, 1967 року народження, освіта вища, позапартійна                      | 31.10.2010   | 25.10.2015      |

Примітка: таблиця складена за даними джерела

## Населення
За переписом населення України 2001 року в сільській раді мешкало 728 осіб.

### Мова
Розподіл населення за рідною мовою за даними перепису 2001 року:
| Мова       | Відсоток |
| ---------- | -------- |
| українська | 94,41 %  |
| російська  | 3,27 %   |
| вірменська | 1,77 %   |
| білоруська | 0,41 %   |